# Villa Artili Perrona
Villa Artili Perrona (o Perrone) è una villa veneta situata nella periferia a circa un chilometro dal centro di Bosaro, in provincia di Rovigo. 

## Storia
Da quanto rilevabile nelle mappe storiche nel Catastico Veneto del 1775, la villa venne costruita nel XVIII secolo e i suoi primi proprietari furono Domenico Artili e fratelli. Successivamente, verso fine degli anni 1990, la proprietà passò alla famiglia Nardin per poi essere ceduta all'attuale proprietà nel 2019.   
Dal 2020, ha subito un restauro che ne ha mantenuto le caratteristiche architettoniche e dei materiali utilizzati. Le facciate sono state ripristinate utilizzando materiali coerenti con l'epoca di costruzione come il cocciopesto e legname lavorato dal pieno.
Il restauro ha coinvolto anche il ripristino del verde che insiste nel fondo di pertinenza, piantumato con alberi da frutto, piante ornamentali e officinali con l'impianto di un lavandeto di Lavanda Officinalis o Lavandula Angustifolia.
Nel fondo inoltre sono ospitati cavalli per le attività connesse all'agricoltura e per attività di turismo equestre.
La villa è attualmente abitata ed è messa a disposizione per diversi progetti di valorizzazione del paesaggio architettonico rurale, che comprendono eventi, mostre e manifestazioni legate al territorio circostante.